# Oś jelitowo-mózgowa

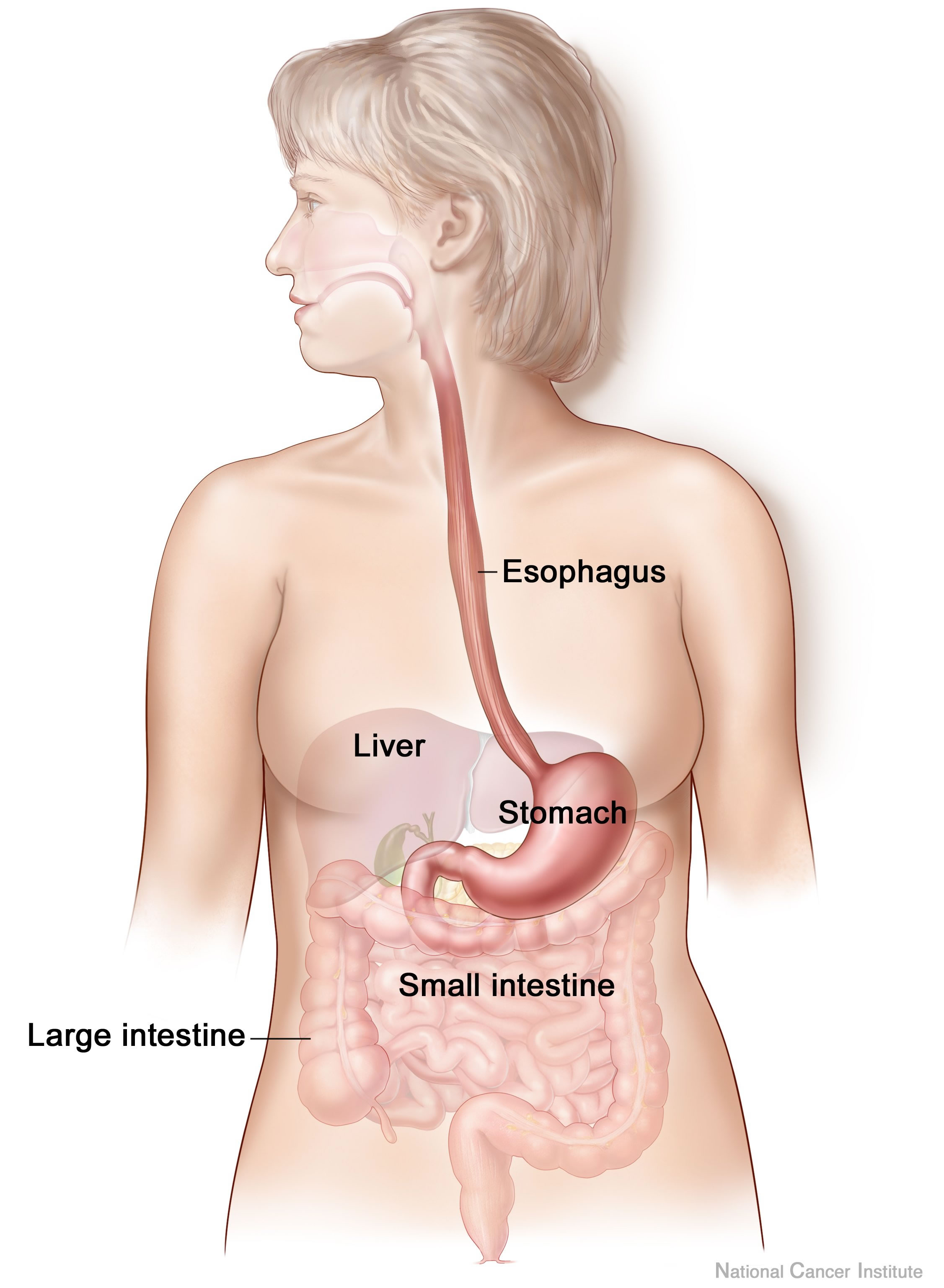
Od około roku 2005 naukowcy zaczęli rozumieć relację pomiędzy procesem trawienia a funkcjami mózgu i jego rozwojem. Relację tą nazywa się osią jelitowo-mózgową.

Oś jelitowo-mózgowa – koncepcyjny system dwukierunkowej sygnalizacji biochemicznej, neurohumoralnej, zachodzącej pomiędzy przewodem pokarmowym i układem nerwowym. W sygnalizacji tej rolę odgrywają substancje biochemiczne, wytwarzane przez mikrobiotę jelitową, które mogą modyfikować funkcjonowanie ośrodkowego układu nerwowego.
Do interakcji w zakresie osi jelitowo-mózgowej zalicza się również modulację stężenia hormonów w organizmie jaka następuje na skutek obecności substancji wydzielanych przez mikrobiotę jelitową, co może mieć wpływ na odczucie lęku, bólu, zaburzeń funkcji poznawczych oraz nastroju. W badaniach oddziaływania flory bakteryjnej jelit na funkcjonowanie mózgu stosuje się porównanie wolnych od zarazków (sterylnych) zwierząt, które były poddane działaniu infekcji patogenicznymi bakteriami, bakterii probiotycznych i antybiotyków, do zwierząt hodowanych w niesterylnych warunkach. Oś jelitowo-mózgowa jest obecnie rozwijaną koncepcją, która może być pomocna w opracowaniu nowych strategii terapeutycznych złożonych zaburzeń ośrodkowego układu nerwowego polegających na modyfikacji flory bakteryjnej jelit.

## Badania nad wpływem mikrobioty na rozwój i działanie mózgu
Poporodowa kolonizacja układu pokarmowego drobnoustrojami ma wpływ na neuronowe przetwarzanie sygnałów sensorycznych dotyczących reakcji osi podwzgórze-przysadka-nadnercza na stres. Wczesna kolonizacja poporodowa sterylnych myszy miała wpływ na rozwój zarówno w obrębie przewodu pokarmowego (rozwoju funkcji barierowej nabłonka), jak i innych układów (krwionośny, immunologiczny). Zaobserwowany, ale słabo poznany jest również wpływ wczesnej kolonizacji przewodu pokarmowego na rozwój ośrodkowego układu nerwowego w tym na prawdopodobieństwo i skalę wystąpienia zaburzeń neurorozwojowych.
Badania wykazały, że myszy, których dieta została uzupełniona o Bifidobacterium breve, wykazują podwyższone stężenia kwasów tłuszczowych w mózgu, w tym kwasu arachidowego oraz kwasu dokozaheksaenowego, które odgrywają ważną rolę w rozwoju układu nerwowego, w tym procesów neurogenezy. Podanie Bifidobacterium infantis wywołało szybką aktywację c-Fos w jądrze przykomorowym. Bifidobacterium infantis moduluje także metabolizm tryptofanu, co sugeruje, że mikroflora jelit może pełnić rolę prekursora serotoniny, która jest skorelowana z neurofizjologicznym zachowaniem. Zachowania lękowe oraz zaburzenia neurochemiczne zostały zmodyfikowane u sterylnych myszy w porównaniu do myszy wolnych od określonej bakterii patogenicznej.
Wykazano, że kolonizacja flory bakteryjnej jelit ma wpływ na rozwój mózgu ssaków poprzez inicjowanie mechanizmów sygnalizacji kontrolujących obwody nerwowe mające wpływ również na kontrolę motoryczną. Przy użyciu pomiarów aktywności ruchowej można zaobserwować, iż myszy wykazały inną aktywność motoryczną w zależności od składu bioty jelitowej, a zwłaszcza nieobecności specyficznych jej składników. Ten fenotyp zachowania jest związany ze zmienioną ekspresją genów mających wpływ na ścieżki przekaźnikowe II rzędu oraz długotrwałe wzmocnienie synaptyczne w regionach mózgu zaangażowanych w regulację kontroli motorycznej i zachowań lękowych.
Zaobserwowano zmodyfikowaną ekspresję genów odpowiadających za plastyczność mózgu, jak również podwyższony poziom noradrenaliny, dopaminy oraz serotoniny w prążkowiu (prążkowie jest częścią kresomózgowia i bierze udział w szeregu różnych procesów poznawczych). Mysz wolna od poszczególnych patogenów, wystawiona na działanie antybiotyków, infekcji przewodu pokarmowego, stresu oraz gwałtownych zmian w diecie, wykazała zaburzenia równowagi homeostazy jelit oraz ośrodkowego układu nerwowego (dotyczy nastroju, procesów poznawczych).
Gatunek bakterii probiotycznej Lactobacillus reuteri wykazuje działanie modyfikujące poziom kortykosteronu wywołanego działaniem stresu. Skład bioty jelitowej może mieć też wpływ na poziom cytokin prozapalnych, występowanie stresu oksydacyjnego oraz stan odżywienia organizmu.

## Ból trzewny
Ból trzewny, mogący pojawić się w jelitach, wywołuje zaburzenia żołądkowo-jelitowe, takie jak zespół jelita drażliwego. Za percepcję bólu trzewnego odpowiadają zjawisko sensytyzacji obwodowej nerwów ruchowych oraz korowe i subkorowe szlaki na poziomie centralnym. Ponadto istnieje istotne nakładanie się obszarów mózgu odpowiadających za odczuwanie bólu trzewnego oraz obszarów odpowiedzialnych za przetwarzanie stresu psychologicznego. Badanie obrazowe ludzi cierpiących na zespół jelita drażliwego oraz na zwierzętach laboratoryjnych wykazały zwiększoną aktywację tego samego obszaru mózgu. Klinicznie wykazano, że mikroflora jelit może mieć wpływ na percepcję bólu trzewnego. Na przykład Lactobacillus i Bifidobacterium mogą zredukować poziom bólu trzewnego wywołanego stresem i zespołem jelita drażliwego u ludzi i myszy. Także wiele innych probiotyków wykazuje korzystne działanie u ludzi cierpianych na bóle brzucha, jednak mechanizm wystąpienia tego zjawiska obecnie pozostaje niejasny.

## Oś jelito-mózg-wątroba
Wątroba odgrywa dominującą rolę w homeostazie glukozy we krwi poprzez utrzymywanie równowagi między wychwytem i magazynowaniem glukozy poprzez szlaki metaboliczne glikogenogenezy i glukoneogenezy. W ostatnich badaniach została zilustrowana regulacja homeostazy glukozy przez lipidy z udziałem osi jelito-mózg-wątroba. Podawanie lipidów bezpośrednio do jelita cienkiego powoduje zwiększenie poziomów długołańcuchowych estrów koenzymu A (LCFA-CoA) i hamuje wytwarzanie glukozy nawet po podprzeponowej wagotomii lub deaferentacji nerwu błędnego w jelicie. Powoduje to przerwanie połączenia neuronowego pomiędzy mózgiem i jelitami oraz blokuje zdolność lipidów znajdujących się w jelicie cienkim do hamowania wytwarzania glukozy. Oś jelito-mózg-wątroba wraz z florą bakteryjną jelit ma zdolność regulowania homeostazy glukozy w wątrobie i może być rozpatrywana w potencjalnych metodach leczenia otyłości i cukrzycy.